# Hubert Languet
Hubert Languet (Pseudonym Stephanus Junius Brutus Celta; * 1518 in Vitteaux (bei Dijon); † 30. September 1581 in Antwerpen) war ein französischer Diplomat, Jurist und reformierter Theologe.

## Leben
Er bezog die Universität Poitiers, um Jura zu studieren, doch er war auch an Theologie, Geschichte, Natur- und Politikwissenschaften interessiert. Außerdem besuchte er die Universitäten Padua und Bologna und bereiste Italien und Spanien. Melanchthons Loci theologici beeinflussten ihn stark und beendeten seine Glaubenszweifel. 1549 ging Languet nach Wittenberg, wo er von Melanchthon gastlich aufgenommen wurde, den er auf seinen Reisen begleitete und mit dessen Freunden, vor allem Pantaleon Candidus, er vertrauten Umgang pflegte. Als er während der Protestantenverfolgungen aus Frankreich ausgewiesen wurde, ließ er sich in Wittenberg nieder, wo er die Winterzeit verbrachte, während er im Sommer und Herbst ausgedehnte Reisen unternahm.
1559 trat Languet auf Melanchthons Empfehlung als Diplomat in den Dienst des Kurfürsten von Sachsen, in welcher Stellung er bis 1577 verblieb. Der Kurfürst entsandte ihn an verschiedene Höfe: nach Paris, Wien, Prag, Frankfurt, Köln und in die Niederlande. Als Freund Melanchthons stand er zur wachsenden Partei der orthodoxen Lutheraner im Gegensatz, doch noch immer tat er alles in seiner Macht stehende, um die streitenden Parteien zu vereinen. Er versuchte sogar, die Anerkennung der französischen Hugenotten auf dem Frankfurter Reichstag 1562 zu erreichen, doch ohne Erfolg. Im Mai 1561 ging er nach Frankreich, um eine engere Verbindung zwischen den deutschen Fürsten und den französischen Protestanten herbeizuführen, und nahm an der Religionskonferenz von Poissy teil. 1562 war er in Antwerpen; die folgenden Jahre verbrachte er mit Reisen in diplomatischer Mission nach Frankreich und zurück nach Sachsen.
1571 sandte ihn der Kurfürst zusammen mit den Botschaftern anderer protestantischer Fürsten Deutschlands zu König Karl IX. von Frankreich, um ihm zum Frieden von Saint-Germain zu gratulieren. Bei dieser Gelegenheit vertrat Languet die gleichberechtigte Anerkennung beider Konfessionen. Doch die Antwort war die Bartholomäusnacht, der er mit knapper Not lebend entkam. Er verließ Frankreich im Oktober 1572 und kehrte nur noch einmal, kurz vor seinem Tod, dorthin zurück.
Von 1573 bis 1576 lebte er am Hof des Kaisers Maximilian II., den er auf seinen zahlreichen Reisen begleitete. Mit dem Tod Maximilians im Jahre 1576 war seine Verbindung mit dem Wiener Hof gelöst. Das feindliche Verhalten, das ihm als einem Freund Melanchthons und als Calvinisten entgegengebracht wurde, veranlassten ihn, seine Entlassung vom Hof einzureichen. Der Kaiser erfüllte seinen Wunsch, ließ ihm jedoch sein Gehalt weiterzahlen. 1577 ging er nach Köln, um den Niederlanden näher zu sein, weil er stark mit Wilhelm von Oranien sympathisierte.
Die Leitidee seiner diplomatischen Tätigkeit war die religiöse und bürgerliche Freiheit zum Schutz und der Verbreitung des Protestantismus. Er setzte sich mit aller Kraft für die Einheit der protestantischen Kirchen ein. Die Korrespondenz mit dem Kurfürsten von Sachsen und mit Ulrich von Mordeisen wurde 1699 von Johannes Petrus Ludovicus unter dem Titel Arcana seculi XVI in Halle veröffentlicht. Andere Briefeditionen liegen unter dem Titel Epistolae politicae et historicae ad P. Sydnaeum, Frankfurt 1633 und Epistolae ad J. Camerarium, Patrem et filium, Groningen 1646 vor.
Languet wurde in der Vergangenheit die Urheberschaft an den Vindiciae contra tyrannos (Edinburgh/Basel 1579) zugeschrieben. Erschienen ist das Buch unter dem Pseudonym „Stephanus Junius Brutus“, dem Namen des antiken Tyrannenmörders. Das Buch untersucht in seinen vier Teilen folgende Fragen:
1. Muss man Gott im Streitfall eher gehorchen als einem Herrscher?
2. Darf man einen Herrscher bekämpfen, der das Gesetz Gottes verletzt und die Kirche verfolgt?
3. Wie weit und mit welchem Recht darf man sich einem Herrscher widersetzen, der den Staat unterdrückt oder zerstört?
4. Haben benachbarte Herrscher das Recht, einem Herrscher gegen die Unterdrückung durch seine Untertanen beizustehen?

Die Autorschaft Languets ist in der Forschung noch nicht hinreichend geklärt, möglicher Autor der Vindiciae contra tyrannos könnte auch Philippe Duplessis-Mornay sein bzw. wäre es auch möglich, dass beide zusammen diese Streitschrift verfasst haben.

## Schriften
- Hubert Languet: Wider die Tyrannen. Evangelischer Verlag, Zollikon, Zürich 1946.